# 瓜連站
瓜連站（日语：／ Urizura eki */?）是位於茨城縣那珂市瓜連，東日本旅客鐵道（JR東日本）的水郡線車站。

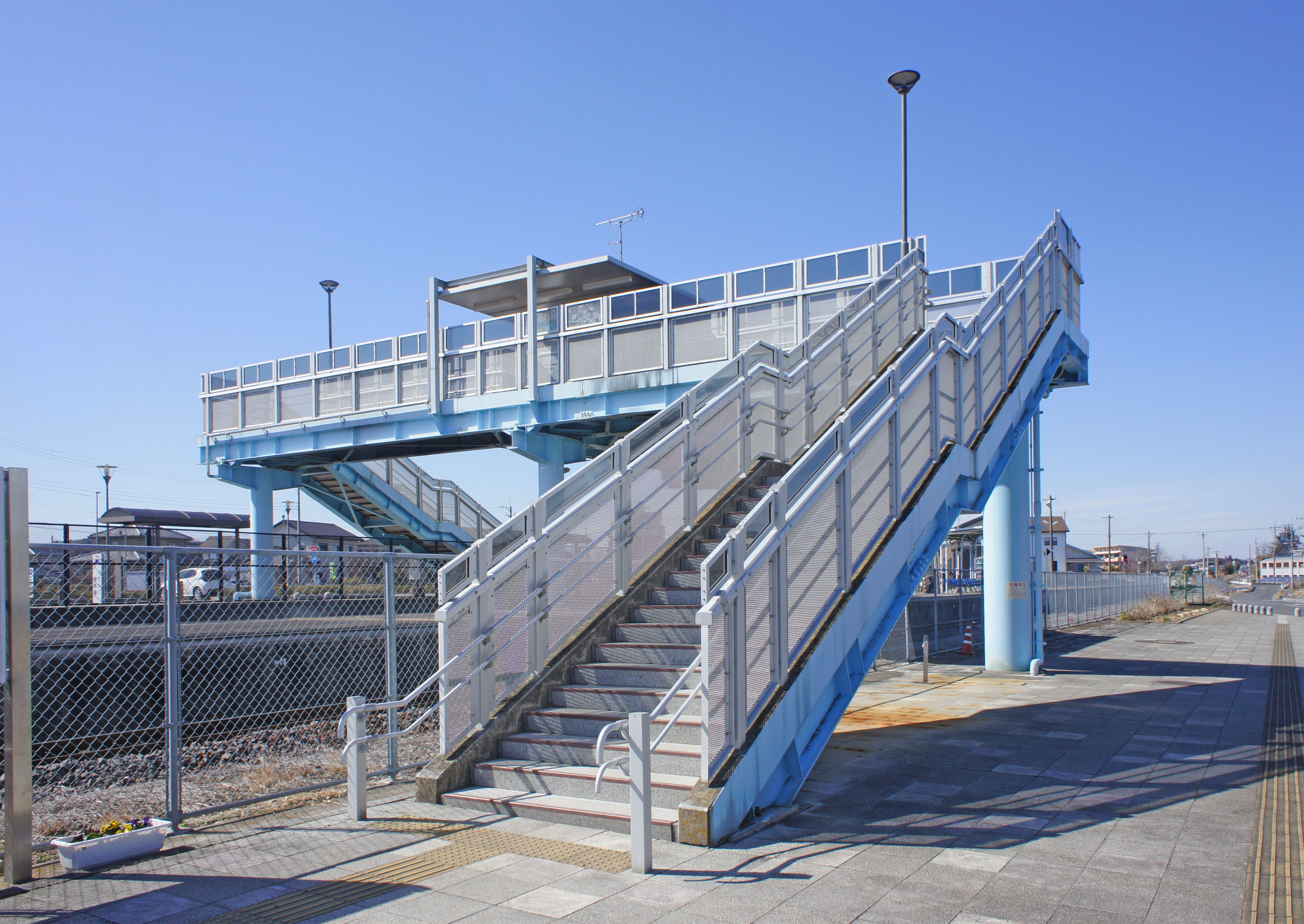
北口（2022年2月）

## 歷史
- 1918年（大正7年）
  - 6月12日：水戶鐵道 (第二代)（日语：水戸鉄道 (2代)）車站啟用[1]，當時為終點站。
  - 10月23日：延長至常陸大宮站[2]。
- 1927年（昭和2年）12月1日：水戶鐵道被國有化（日语：鉄道敷設法）。成為國有鐵道車站[3]。
- 1970年（昭和45年）10月1日：結束貨物起卸業務。
- 1983年（昭和58年）6月1日：水郡線CTC化。此站成為無人車站。站內繼續設有列車交會設施。車站大樓內設有委托地方公共團體發售車票（簡易委託）。
- 1987年（昭和62年）4月1日：伴隨國鐵分割民營化，車站由東日本旅客鐵道（JR東日本）營運[4]。

## 車站構造

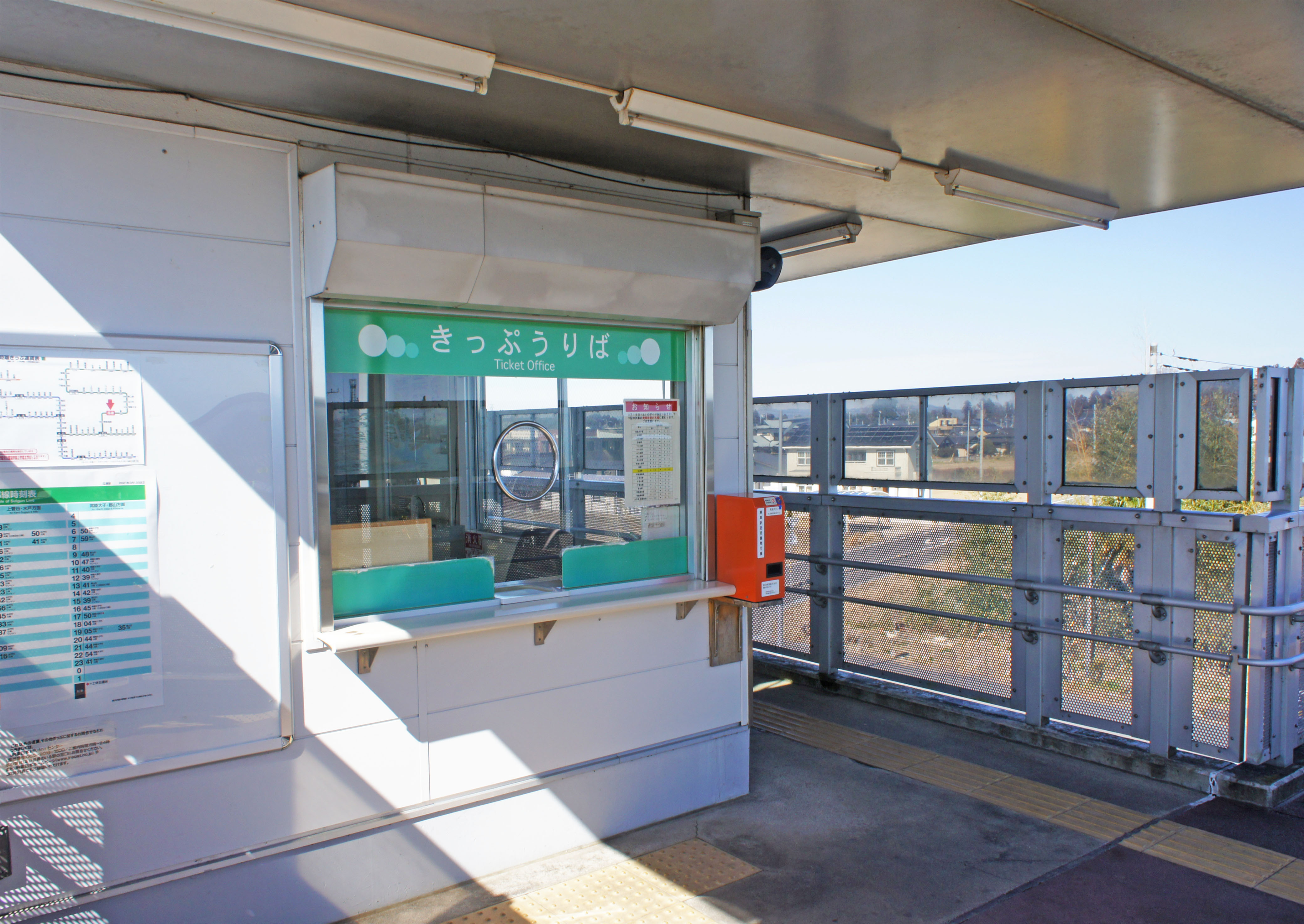
驗票口（2022年2月）

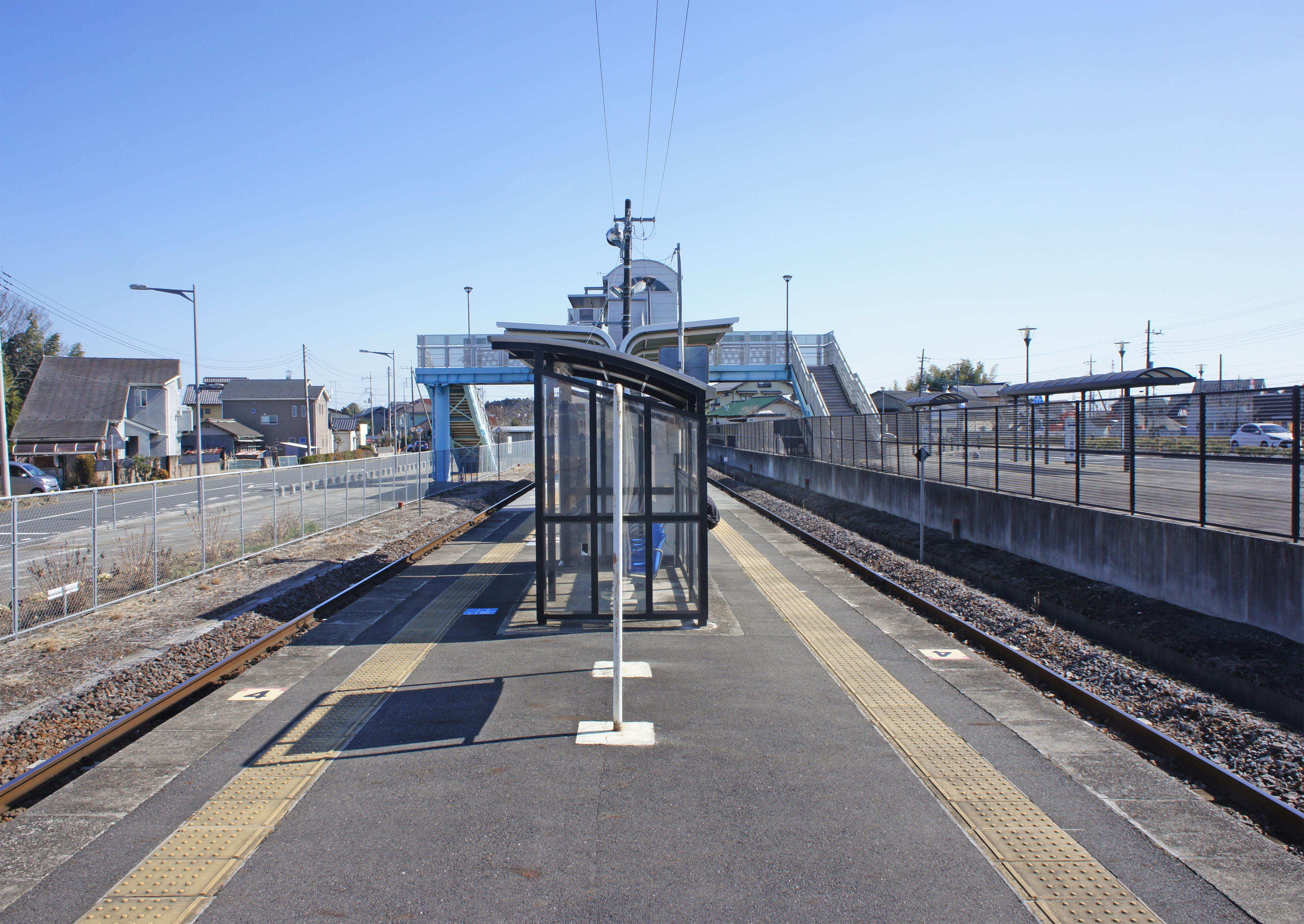
月台（2022年2月）

此站是地面車站，設有1面2線的島式月台,並設有跨站式站房。在車站大樓一方（上行線側）曾設有維護路軌車輛專用的側線。而本站是由常陸大子站管理的簡易委託車站。

### 月台
| 月台 | 路線    | 上下行 | 方向               |
| ---- | ------- | ------ | ------------------ |
| 西邊 | ■水郡線 | 下行   | 常陸大子、郡山方向 |
| 東邊 | ■水郡線 | 上行   | 上菅谷、水戶方向   |

參考
在旅客資訊上沒有編排月台編號。

## 在此站的運行形態
- 上行（上菅谷、水戶方向）
  - 日間設有大約每小時1班普通列車（前往水戶）停靠[7]。
- 下行（常陸大宮、山方宿、上小川[注釋 1]・常陸大子、郡山方向）
  - 整日設有大約每小時1班普通列車（前往上小川轉乘巴士前往常陸大子的班次設有12班，前往常陸大宮5班）停靠[7]。

## 使用狀況
根據「JR東日本」，2019年度（平成30年度）1日平均乘車人次為261人。
| 乘車人次變化       | 乘車人次變化     | 乘車人次變化    |
| 年度               | 1日平均 乘車人次 | 參考資料        |
| ------------------ | ---------------- | --------------- |
| 2001年（平成13年） | 458              | [ 利用客数 2 ]  |
| 2002年（平成14年） | 425              | [ 利用客数 3 ]  |
| 2003年（平成15年） | 419              | [ 利用客数 4 ]  |
| 2004年（平成16年） | 420              | [ 利用客数 5 ]  |
| 2005年（平成17年） | 419              | [ 利用客数 6 ]  |
| 2006年（平成18年） | 433              | [ 利用客数 7 ]  |
| 2007年（平成19年） | 416              | [ 利用客数 8 ]  |
| 2008年（平成20年） | 398              | [ 利用客数 9 ]  |
| 2009年（平成21年） | 375              | [ 利用客数 10 ] |
| 2010年（平成22年） | 334              | [ 利用客数 11 ] |
| 2011年（平成23年） | 312              | [ 利用客数 12 ] |
| 2012年（平成24年） | 303              | [ 利用客数 13 ] |
| 2013年（平成25年） | 315              | [ 利用客数 14 ] |
| 2014年（平成26年） | 294              | [ 利用客数 15 ] |
| 2015年（平成27年） | 302              | [ 利用客数 16 ] |
| 2016年（平成28年） | 286              | [ 利用客数 17 ] |
| 2017年（平成29年） | 277              | [ 利用客数 18 ] |
| 2018年（平成30年） | 264              | [ 利用客数 19 ] |
| 2019年（令和元年） | 261              | [ 利用客数 1 ]  |

## 車站周邊
車站南邊設有站前廣場。原來車站大樓只位於北邊。車站南邊廣場在2000年代開始進行工程。
- 國道118號（日语：国道118号）
- 那珂市政廳瓜連分所（舊・瓜連町（日语：瓜連町）公所）
  - 瓜連郵局（瓜連分所內）
- 市営體育館
- 那珂市立瓜連小學
- 那珂市立瓜連中學
- 常福寺（日语：常福寺 (那珂市)）
- 古德沼

## 巴士路線

### 瓜連站
南邊迴旋路內設有巴士站。
| 乘車處 | 系統             | 主要途經                               | 目的地 | 巴士公司       | 備註                 |
| ------ | ---------------- | -------------------------------------- | ------ | -------------- | -------------------- |
|        | 倭人綜合公園循環 | 靜站入口、倭人之湯、瓜連站口、上菅谷站 | 向陽   | 那珂市社區巴士 | 星期六及假日暫停服務 |
|        | 倭人綜合公園循環 | 平野台團地南、那珂綜合公園、上菅谷站   | 向陽   | 那珂市社區巴士 | 星期六及假日暫停服務 |

### 瓜連站口
巴士站在常陸鴻巢一方的平交道附近（於茨城縣道317號瓜連停車場線上）。
| 乘車處           | 系統                                 | 主要途經                                                | 目的地         | 巴士公司             | 備註             |
| ---------------- | ------------------------------------ | ------------------------------------------------------- | -------------- | -------------------- | ---------------- |
|                  | 61                                   | 富士見台團地、大宮站口                                  | 大宮營業所     | 茨城交通             |                  |
| 倭人綜合公園循環 | 靜站入口、倭人之湯、瓜連站、上菅谷站 | 向陽                                                    | 那珂市社區巴士 | 是期六及假日暫停服務 |                  |
|                  | 61                                   | 戶崎十字路、飯田局前、（※那珂西部工業團地中央）、木之倉 | 水戶站         | 茨城交通             | ※平日只有1班途經 |
| 倭人綜合公園循環 | 常陸鴻巢站口、上菅谷站               | 向陽                                                    | 那珂市社區巴士 | 是期六及假日暫停服務 |                  |

## 相鄰車站
東日本旅客鐵道（JR東日本）
■水郡線
常陸鴻巢－*常陸中里－瓜連－靜
*刪除線指廢站

## 注腳

### 使用狀況
1. 1 2  . 東日本旅客鐵道.   [2020-07-16]. （原始内容存档于2020-07-14） （日语）.
2. ↑  . 東日本旅客鐵道.   [2019-03-01]. （原始内容存档于2019-02-22） （日语）.
3. ↑  . 東日本旅客鐵道.   [2019-03-01]. （原始内容存档于2019-04-02） （日语）.
4. ↑  . 東日本旅客鐵道.   [2019-03-01]. （原始内容存档于2019-03-27） （日语）.
5. ↑  . 東日本旅客鐵道.   [2019-03-01]. （原始内容存档于2019-02-23） （日语）.
6. ↑  . 東日本旅客鐵道.   [2019-03-01]. （原始内容存档于2019-04-02） （日语）.
7. ↑  . 東日本旅客鐵道.   [2019-03-01]. （原始内容存档于2019-04-02） （日语）.
8. ↑  . 東日本旅客鐵道.   [2019-03-01]. （原始内容存档于2019-04-02） （日语）.
9. ↑  . 東日本旅客鐵道.   [2019-03-01]. （原始内容存档于2019-02-22） （日语）.
10. ↑  . 東日本旅客鐵道.   [2019-03-01]. （原始内容存档于2019-04-02） （日语）.
11. ↑  . 東日本旅客鐵道.   [2019-03-01]. （原始内容存档于2019-04-02） （日语）.
12. ↑  . 東日本旅客鐵道.   [2019-03-01]. （原始内容存档于2019-04-02） （日语）.
13. ↑  . 東日本旅客鐵道.   [2019-03-01]. （原始内容存档于2019-03-27） （日语）.
14. ↑  . 東日本旅客鐵道.   [2019-03-01]. （原始内容存档于2019-03-06） （日语）.
15. ↑  . 東日本旅客鐵道.   [2019-03-01]. （原始内容存档于2019-03-06） （日语）.
16. ↑  . 東日本旅客鐵道.   [2019-03-01]. （原始内容存档于2019-03-23） （日语）.
17. ↑  . 東日本旅客鐵道.   [2019-03-01]. （原始内容存档于2019-03-27） （日语）.
18. ↑  . 東日本旅客鐵道.   [2019-03-01]. （原始内容存档于2019-03-25） （日语）.
19. ↑  . 東日本旅客鐵道.   [2019-07-21]. （原始内容存档于2019-07-05） （日语）.

## 外部連結
- 車站資訊（瓜連）：東日本旅客鐵道（日語）